# Pif và Hercule
Pif và Hercule (tiếng Pháp: Pif et Hercule) là phiên bản hoạt hình của bộ truyện tranh Cún Pif.

## Nhân vật

Tạo hình nhân vật rất ngộ nghĩnh trong phim

- William Coryn: Pif
- Michel Mella: Hercule
- Roger Carel: Grotalent
- Gérard Hernandez: Grochoux
- Christian Pelissier: Busard
- Jacques Alric: Farfouille
- Yves Elliot: Gorille
- René Bouloch: Cicéron